# Le Moyne (Alabama)
Pour les articles homonymes, voir Le Moyne.
Le Moyne est une communauté non-incorporée du comté de Mobile, dans l'État de l'Alabama. Elle fut nommée en honneur des frères Le Moyne de Longueuil, Pierre Le Moyne d'Iberville et Jean-Baptiste Le Moyne de Bienville, fondateurs de la Louisiane et de Mobile.  La communauté se trouve sur un plateau de 27 miles de long sur le fleuve Mobile. C'est là que se trouve le site du Vieux Mobile et du Fort Louis de la Louisiane, qui fut la capitale de la Louisiane en Nouvelle-France, de 1702 à 1711.